# 結木滉星
結木滉星（日语：／ Yūki Kōsei；1994年12月10日—），日本男演員、模特兒，出身自大分縣，成長於神奈川縣，身高175公分，所屬經紀公司為星塵傳播。

## 作品列表

### 電視劇
- 黑板〜與時代戰鬥的教師們〜第二夜（2012年4月6日，TBS）：飾演 3年5班學生
- 惡作劇之吻～Love in TOKYO 第1話（2013年3月29日，富士電視台TWO）
- 即使弱小也能取勝～青志老師跟技術拙劣的高中球員的野心～（2014年4月12日 - 6月21日，日本電視台）：飾演 工藤公一
- 黑服物語 第1話（2014年10月24日，朝日電視台）
- 哥哥扭蛋 第1話（2015年1月10日，日本電視台）
- 超級戰隊系列（朝日電視台）
  - 快盜戰隊魯邦連者VS警察戰隊巡邏連者（2018年2月11日 - 2019年2月10日）：飾演 朝加圭一郎 / 巡邏連1號（主演，與伊藤明日陽雙主演）
  - 連續4週特別篇 超級戰隊最強對戰！！ 第1話（2019年2月17日）：飾演 朝加圭一郎 / 巡邏連1號
- 可以不可以（2019年4月25日 - 6月27日，MBS）：飾演 長谷太一
- 時效警察 第3話（2019年10月25日，朝日電視台）：飾演 城崎圭介
- 青櫻 防衛大學物語（2019年10月31日 - 11月28日，MBS）：飾演 原田忠
- 在非黑非白的世界，熊貓笑了。 第5話・第6話（2020年2月9日・2月16日，日本電視台）：飾演 中延陽一
- 我們有點不對勁 第1話（2020年8月12日，日本電視台）
- 銀座黑貓物語 第6話 奈可久編（2020年8月20日，關西電視台）：飾演 篠原悠人
- 危險維納斯（2020年10月11日 - 12月13日，TBS）：飾演 君津光
- 京來到了京都！（2021年1月24日 - 2月14日，朝日放送電視台）：飾演 敦彥
  - 京來到了京都！～兩人的夏天～（2022年10月1日 - 3日，朝日放送電視台）
- #Cold Game（2021年6月6日 - 7月24日，東海電視台）：飾演 木村大輝
- SUPER RICH 第5話 - 第7話（2021年11月11日 - 11月25日，富士電視台）：飾演 城戶密
- 性感男友讓我著迷（2022年6月7日 - 8月9日，富士電視台）：飾演 明石圭吾
- 鋼盔！ 第7話 - 最終話（2022年8月17日 - 9月14日，富士電視台）：飾演 野村晴樹
- 5首詩歌 EPISODE 02『マスカラまつげ』（2022年8月13日，BS10 Star Channel）：飾演 中村亮輔
- PICU 兒童加護病房 第3話（2022年10月24日，富士電視台）：飾演 杉本亮平
- 風間公親－教場0－（2023年4月10日 - 6月19日，富士電視台）：飾演 尾山柔[1]
- 稅調～「繳不了稅」是有原因的～（2023年10月14日 - 12月23日，日本電視台）：飾演 奧林禮二
- DOUBLE CHEAT（日语：ダブルチート 偽りの警官） Season1（2024年4月26日 - 6月14日，東京電視台）：飾演 山本寬太
  - DOUBLE CHEAT Season2（2024年6月29日 - 8月17日，WOWOW）
- Percent（日语：パーセント (テレビドラマ)）（2024年5月11日 - 6月1日，NHK綜合・NHK BS Premium 4K）：飾演 蘆田孝雄
- 各自的孤獨美食家 第9話・第10話（2024年11月30日・12月7日，東京電視台）：飾演 小山祐太
- 1995～地鐵沙林事件30年 救命現場的聲音～（日语：1995〜地下鉄サリン事件30年 救命現場の声〜）（2025年3月21日，富士電視台）：飾演 田島浩一郎
- 能面檢察官 第6話 - （2025年8月15日 - ，東京電視台）：飾演 綠川啓吾

### 網路劇
- 只有我17歲的世界（2020年2月20日 - 4月2日，ABEMA）：飾演 石川伊織
- 危險維納斯（2020年10月11日 - 12月13日，Paravi）：飾演 君津光
- 主夫公寓（2021年2月26日 - 3月26日，TELASA）：主演・ 神谷リク
- 性感男友讓我著迷（2021年9月18日 - 11月6日，富士電視台On Demand）：飾演 明石圭吾

### 電影
- 短篇電影『13月プール』（2014年2月14日，Tokyo Visual Arts 映像展 2013 - 2014）：主演・カズキ
- 禮尚吻來（2017年11月11日，東急レクリエーション）：飾演 遠藤章太郎
- 超級戰隊系列
  - 快盜戰隊魯邦連者VS警察戰隊巡邏連者 en film（2018年8月4日，東映）：飾演 朝加圭一郎 / 巡邏連1號（主演，與伊藤明日陽雙主演）
  - 劇場版 騎士龍戰隊龍裝者VS魯邦連者VS巡邏連者（2020年2月8日，東映）：飾演 朝加圭一郎 / 巡邏連1號
- 下忍 赤い影（2019年10月4日，AMGエンタテインメント）：飾演 尚
- 下忍 青い影（2019年11月15日，AMGエンタテインメント）：主演・尚
- 青の生徒会 参る！season1花咲く男子たちのかげに（2020年3月27日，ジェイロック）：飾演 森園祥平
  - 凪之島（2022年8月19日，スールキートス）：飾演 守屋浩平

### 舞台劇
- 超級槍彈辯駁2 THE STAGE 〜再會了絕望學園〜（2017年3月16日 - 3月26日，東京Zeppブルーシアター六本木 / 3月30日 - 4月2日，大阪森ノ宮ピロティホール）：飾演 神座出流
- 排球少年舞台劇 進化之夏（2017年9月8日 - 10月29日，東京TOKYO DOME CITY HALL / 大阪メルパルク / 兵庫あましんアルカイックホール / 宮城多賀城市民会館 大ホール / 福岡久留米シティプラザ ザ・グランドホール / 東京凱旋TOKYO DOME CITY HALL）：飾演 赤葦京治
- 里見八犬傳（2019年10月14日 - 12月8日，館山千葉県南総文化ホール 大ホール / 東京なかのZERO 大ホール / 大阪梅田芸術劇場メインホール / 福岡福岡太陽宮 / 愛知名古屋文理大学文化フォーラム / 東京凱旋明治座）：飾演 犬飼現八
- 青櫻 防衛大學物語（2020年4月9日 - 4月13日，東京三越劇場 / 4月17日 - 4月19日，大阪COOL JAPAN PARK OSAKA）：飾演 原田忠

## 外部連結
- 結木滉星PROFILE - STARDUST （页面存档备份，存于）（日語）
- 結木滉星的Instagram帳戶（日語）
- 結木滉星在互联网电影资料库（IMDb）上的資料（英文）

| 前任： 岐洲匠 (兼白色) 南圭介 （宇宙戰隊九連者） | 日本超級戰隊系列紅色戰士演員 快盜戰隊魯邦連者VS警察戰隊巡邏連者 同期：伊藤明日陽 2018年2月11日－2019年2月10日 | 繼任： 一之瀨颯 （騎士龍戰隊龍裝者） |